# 弗拉努瓦 (北部省)
弗拉努瓦（法語：Frasnoy，法語發音：[fʁanwa]）是法国上法蘭西大區北部省的一个市镇，位于该省东部，属于埃尔普河畔阿韦讷区。

## 地理
弗拉努瓦（50°16'13"N, 3°40'45"E）面积5.84 平方千米，位于法国上法蘭西大區北部省，该省份为法国最北部的省份及最长的省份，西北濒北海，西接加来海峡省，南至埃纳省和索姆省，东与比利时接壤。
与弗拉努瓦接壤的市镇（或旧市镇、城区）包括：让兰、维勒罗、维莱波勒、小瓦尔尼、戈姆尼、奥尔桑瓦勒、普勒欧萨尔、勒凯努瓦。

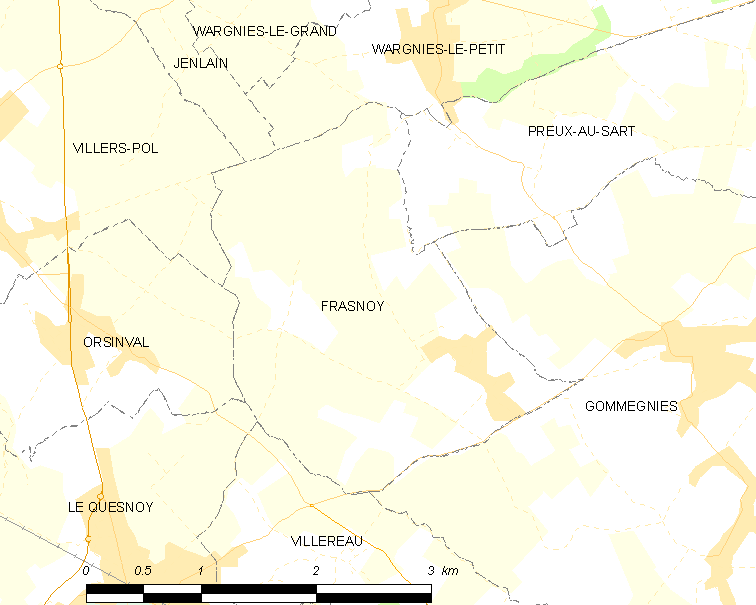
的OSM定位图

弗拉努瓦的时区为UTC+01:00、UTC+02:00（夏令时）。

## 行政
弗拉努瓦的邮政编码为59530，INSEE市镇编码为59251。

## 政治
弗拉努瓦所属的省级选区为欧努瓦-艾姆里县。

## 人口

1962-2008年间人口变化图示

弗拉努瓦于2022年1月1日时的人口数量为384人。